# Đông Ấn Độ

Đông Ấn Độ

Đông Ấn Độ là một miền của Ấn Độ, bao gồm các bang Tây Bengal, Bihar, Jharkhand, và Orissa. Về mặt địa lý, vùng này nằm giữa Bắc Ấn Độ và Đông Bắc Ấn Độ, và có nhiều điểm tương đồng về văn hóa và ngôn ngữ với Bangladesh, một quốc gia trước đây là một phần của vùng này trước khi tách ra thành một nước độc lập. Các ngôn ngữ Ấn-Arya nói ở vùng này có nguồn gốc từ Magadhi Prakrit được nói ở vương quốc cổ đại Magadha. Trong số các ngôn ngữ này, tiếng Magadha và tiếng Oriya hầu như không thay đổi trong hơn một nghìn năm, được coi là hậu duệ trực tiếp nhất. Tiếng Bengal và tiếng Assam nổi lên thành những ngôn ngữ tách biệt từ Magadhi Prakrit vào khoảng thế kỷ 9/10 CN.
Durga và Jagannath là các vị thần cá biệt phổ biến trong khu vực này. Puri là trung tâm hành hương phía đông của Hindu giáo và Bhubaneswar được coi là thành phố của các đền thờ.
Thủ phủ Tây Bengal là Kolkata là đô thị lớn nhất trong khu vực. Tuy nhiên, các thành phố Bhubaneswar, Cuttack và Puri ở Orissa, và thủ phủ của Bihar là Patna, là những thành phố nổi bật hơn về mặt lịch sử.